# Новокасянівка
Новокасяні́вка — село в Україні, у Новомиколаївській селищній громаді Запорізького району Запорізької області. Населення становить 24 осіб. До 2020 орган місцевого самоврядування - Зеленівська сільська рада.

## Географія
Село Новокасянівка знаходиться за 1,5 км від селища Трудове та за 2,5 км від села Шевченківське. У селі бере початок Балка Нечаєвська. Поруч проходить автомобільна дорога Н15. 

## Історія
1931 — дата заснування.
12 червня 2020 року, відповідно до Розпорядження Кабінету Міністрів України від № 713-р «Про визначення адміністративних центрів та затвердження територій територіальних громад Запорізької області», увійшло до складу Новомиколаївської селищної громади.
19 липня 2020 року, в результаті адміністративно-територіальної реформи та ліквідації Новомиколаївського району, село увійшло до складу Запорізького району.

## Населення

### Мова
Розподіл населення за рідною мовою за даними перепису 2001 року:
| Мова       | Кількість | Відсоток |
| ---------- | --------- | -------- |
| українська | 19        | 79.17%   |
| російська  | 4         | 16.67%   |
| білоруська | 1         | 4.16%    |
| Усього     | 24        | 100%     |